# ルナ1958A
ルナ1958A、またはルナE-1 No.1はソビエト連邦のルナ計画における初の月探査機。打上げに失敗して目的の月面衝突は達成されなかった。4機のルナE-1シリーズの1番機である。

## 概要
ルナ1958Aは重量361 kgの球形で、ルナ計画における最初の宇宙機であると同時に、ソ連が初めて月へ向かって打上げた宇宙機ともなった。予定では地球から観測しやすいように、機体から1 kgのナトリウムを放出して彗星のように光らせることとなっていた。
ルナ1958Aは1958年9月23日、バイコヌール宇宙基地ガガーリン発射台よりルナ8K72ロケットに搭載されて打上げられた。
打上げより92秒後、ロケットのブースターによる共振が発生し、ロケットは分解した。